# (32298) Kunalshroff
(32298) Kunalshroff est un astéroïde de la ceinture principale.

## Description
(32298) Kunalshroff est un astéroïde de la ceinture principale. Il fut découvert le 24 août 2000 à Socorro par le projet LINEAR. Il présente une orbite caractérisée par un demi-grand axe de 2,93 UA, une excentricité de 0,10 et une inclinaison de 1,2° par rapport à l'écliptique.